# Heterotella midatlantica
Heterotella midatlantica är en svampdjursart som beskrevs av Konstantin R. Tabachnick och Collins 2008. Heterotella midatlantica ingår i släktet Heterotella och familjen Euplectellidae. Inga underarter finns listade i Catalogue of Life.